# Ghent (Kentucky)
Pour les articles homonymes, voir Ghent.
Ghent est une ville américaine située dans le comté de Carroll, dans le Kentucky. Selon le recensement de 2020, sa population est de 363 habitants.